# Žďár nad Sázavou Druhy
Žďár nad Sázavou Druhy är en stadsdel i Žďár nad Sázavou i Tjeckien. Den ligger i regionen Vysočina, i den centrala delen av landet, 120 km sydost om huvudstaden Prag. Žďár nad Sázavou Druhy ligger 578 meter över havet.
Terrängen runt Žďár nad Sázavou Druhy är platt åt sydväst, men åt nordost är den kuperad. Runt Žďár nad Sázavou Druhy är det tätbefolkat, med 591 invånare per kvadratkilometer. Närmaste större samhälle är Žďár nad Sázavou, 2,8 km söder om Žďár nad Sázavou Druhy. Runt Žďár nad Sázavou Druhy är det i huvudsak tätbebyggt.